# Гамрецкий, Юрий Маркович
Юрий Маркович Гамрецкий (1 января 1930, Шепетовка — 28 января 2003, Сан-Франциско) — украинский советский историк, исследователь истории революции 1917 года и гражданской войны.

## Биография
Родился 1 января 1930 года в городе Шепетовке (теперь Хмельницкой области). В 1948 — 1953 годах учился на историческом факультете Киевского государственного университета. В 1953 — 1957 годах — учитель истории в сельских школах Тернопольской области, директор школы Киево-Святошинского района Киевской области . В 1957 — 1960 годах — аспирант, в 1960 — 1966 годах — младший научный сотрудник, в 1966 — 1985 годах — старший научный сотрудник, в 1985 — 1986 годах — заведующий сектором, в 1986 — 1992 годах — главный научный сотрудник отдела истории Великой Октябрьской социалистической революции и гражданской войны Института истории АН УССР .
В 1963 году, под руководством доктора исторических наук М. А. Рубача, защитил кандидатскую диссертацию на тему: «Советская историография Великой Октябрьской социалистической революции на Украине». В 1970 году защитил докторскую диссертацию на тему: «Советы рабочих депутатов Украины в 1917 гг.». В 1968 году, как стипендиат ЮНЕСКО, находился в ФРГ, Австрии и Франции.
В период 1970—1980 г. неоднократно подвергался критике на уровне ЦК КПУ за введение в научный оборот документов по истории партии периода Украинской революции, которые не соответствовали официальной линии в историографии. В частности, одним из предметов его исследования были украинские национал-коммунисты.
В 1992 году вышел на пенсию и выехал за пределы Украины. Умер 28 января 2003 года в Сан-Франциско.

## Научная деятельность
Участвовал в таких коллективных работах, как:
- многотомник «Історія України» (Том 5. — Київ, 1977, 1984);
- «Историография истории Украинской ССР» (Киев, 1986);
- «Великий Жовтень і Україна» (Киев, 1987);
- «Историография Великой Октябрьской социалистической революции на Украине» (Киев, 1987).

Основные работы:
- Триумфальное шествие Советской власти на Украине. — Киев, 1987 (в соавторстве);
- Ради України в 1917 р. Липень-грудень 1917 р. — Київ, 1974 (в соавторстве);
- В. І. Ленін і перемога Жовтневої революції на Україні. — Київ, 1967 (в соавторстве);
- Ради робітничих депутатів України в 1917 році (період двовладдя). — Київ, 1966.